# Giovanni Santini

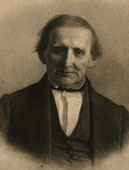
Giovanni Santini

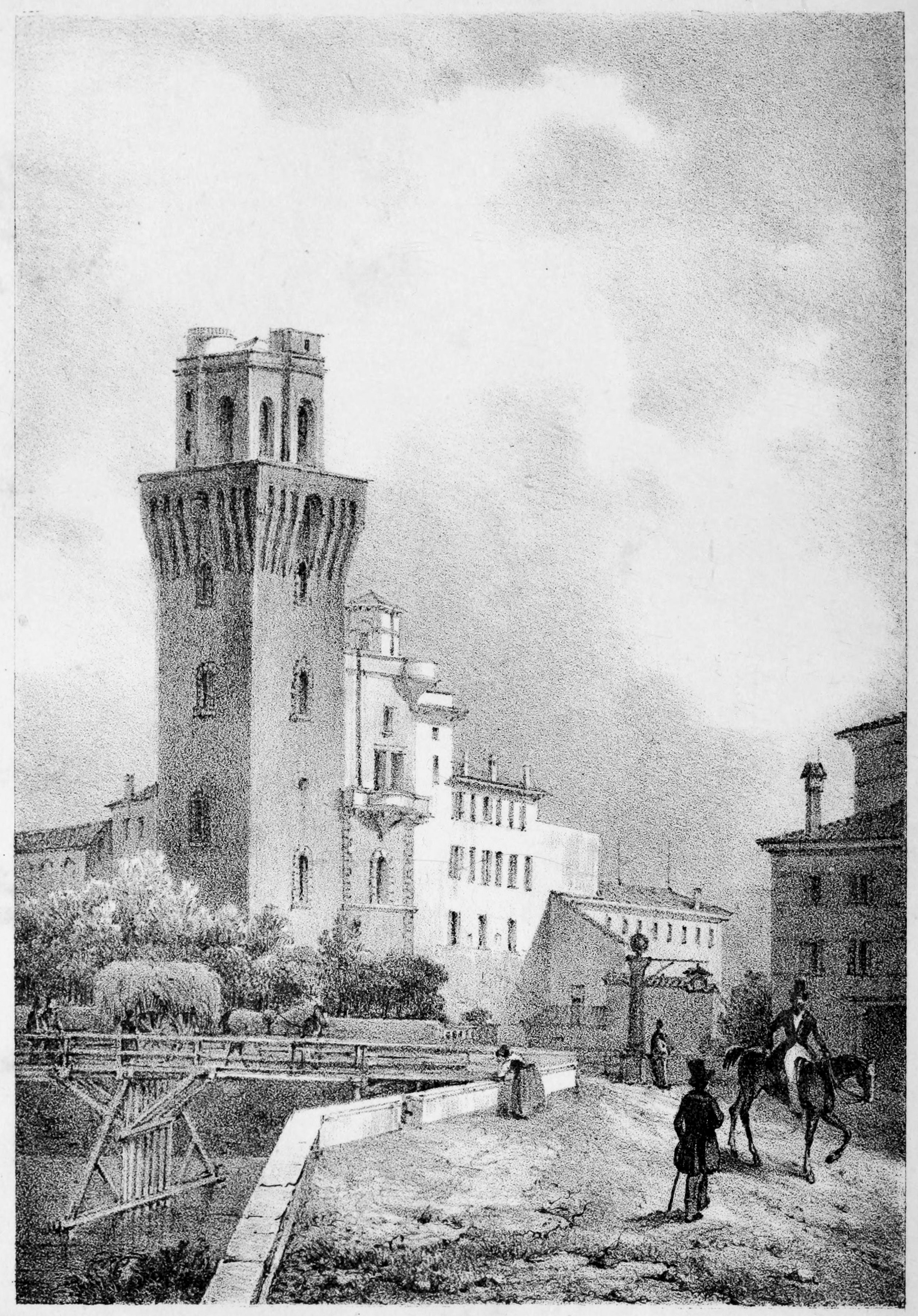
Sternwarte Padua (1842)

Giovanni Sante Gaspero Santini (* 30. Juni 1786 in Caprese Michelangelo; † 26. Juni 1877 in Noventa Padovana) war ein italienischer Astronom und Mathematiker.

## Leben
Giovanni Santini wurde am 30. Juni 1786 in Caprese geboren. Sein Onkel, der Priester  Giovanni Battista Santini, unterrichtete ihn schon früh in Grammatik, Geometrie und Arithmetik und war auch treibende Kraft, als er 1802 sein Studium an der Universität Pisa aufnahm. Nach Kursen in Medizin und Recht wandte er sich der Mathematik zu.
Ohne einen Universitätsabschluss begab er sich an das Observatorium Brera in Mailand und wurde dann gegen Ende 1806 zum Astronomie-Assistenten an der Sternwarte Padua unter dem Direktor Giuseppe Toaldo ernannt. Als dieser 1979 starb, ging das Amt auf dessen Neffen Vincenzo Chiminello über.
1813 übernahm Santini den Lehrstuhl für theoretische und praktische Astronomie an der Universität Padua. 1817, zwei Jahre nach Chiminellos Tod, wurde Santini zum Direktor der Sternwarte ernannt, was er bis 1877 blieb.
In den Jahren 1845 bis 1872 war er Direktor der Mathematik, in den Jahren 1824–25 und 1856–57 Rektor der Universität.
Giovanni Santini war zweimal verheiratet, aus den Ehen gingen keine Nachkommen hervor.
Er starb am 26. Juni 1877 im Alter von fast 91 Jahren in seiner Villa in Noventa Padovana.

## Werk
Santini arbeitete intensiv an den Bahnen der kürzlich entdeckten Planetoiden Ceres (1801), Pallas (1802), Juno (1803) und Vesta (1807). Seine Vesta-Beobachtungen führten zu einer umfangreichen Schrift mit numerischen Tafeln für die Positionen der Planetoiden, was ihm und der Sternwarte nicht nur in Italien, sondern in ganz Europa, Bekanntheit und Anerkennung einbrachten.
In den folgenden Jahren verbesserte er die instrumentelle Ausstattung der Sternwarte und machte sie dadurch zu einem führenden Observatorium.
Zur weiteren Verbesserung der Positionsbestimmungen erstellte er von 1838 bis 1840 zusammen mit seinem Assistenten Virgilio Trettenero einen Sternenkatalog von 1667 Sternen zwischen dem Äquator und 10° nördlicher Deklination, die als Bezugspunkte für andere astronomische Objekte dienten.
Unter Santinis Publikationen sind besonders zwei Bücher zu nennen:
- La Teorica degli strumenti ottici. Padua 1828.
- Elementi di Astronomia. con le applicazioni alla geografia, nautica, gnomonica e cronologia. Padua 1830 (eingeschränkte Vorschau in der Google-Buchsuche – 2 Bände).

Giovanni Santini war Mitglied in vielen italienischen und internationalen Akademien und Gesellschaften, darunter die Accademia Nazionale delle Scienze, Académie française, Accademia Nazionale dei Lincei und die Royal Astronomical Society.
Der Asteroid (4158) Santini ist nach Giovanni Santini benannt.